# Sandra Morgan
Sandra Morgan (Australia, 6 de junio de 1942) es una nadadora australiana retirada especializada en pruebas de estilo libre, donde consiguió ser campeona olímpica en 1956 en los 4 x 100 metros.

## Carrera deportiva
En los Juegos Olímpicos de Melbourne 1956 ganó la medalla de oro en los relevos de 4 x 100 metros estilo libre, con un tiempo 4:17.1 segundos, por delante de Estados Unidos (plata) Sudáfrica (bronce); sus compañeras de equipo fueron las nadadoras: Dawn Fraser, Faith Leech y Lorraine Crapp.